# Temporada 2001 del Campeonato de Galicia de Rally
La temporada 2001 fue la edición 23º del Campeonato de Galicia de Rally. Empezó el 18 de marzo en el Rally do Cocido y terminó el 10 de noviembre en el Rally de Ferrol.
Manuel Senra obtuvo su primer campeonato gallego con cinco victorias y dos terceros puestos. Germán Castrillón que comenzó siendo segundo en el rally do Cocido fue descalificado inicialmente en el Rally de Noia al perder su copiloto, Estrella Castrillón, una hoja del carnet de ruta. Tres años después el tribunal de apelación de la Federación Gallega de Automovilismo falló en favor del piloto y se le otorgó la victoria que había logrado en los tramos. Además la organización, la Escudería Berberecho tuvo que entregarle los premios en metálico y los trofeos correspondientes.

## Calendario
| N.º | Fecha             | Rally                                  | Resultados |
| --- | ----------------- | -------------------------------------- | ---------- |
| 1   | 18 de marzo       | 6.º Rally do Cocido                    | Resultados |
| 2   | 22 de abril       | 18.º Rally de Noia                     | Resultados |
| 3   | 13 de mayo        | 15.º Rally Botafumeiro                 | Resultados |
| 4   | 8-10 de junio     | 14.º Rally Internacional Narón Indunor | Resultados |
| 5   | 6-7 de julio      | 33.º Rally do Lacón                    | Resultados |
| 6   | 18-19 de agosto   | 10.º Rally do Albariño                 | Resultados |
| 7   | 26-27 de outubro  | 23.º Rally San Froilán                 | Resultados |
| 8   | 9-10 de noviembre | 32.º Rally de Ferrol                   | Resultados |

## Clasificación
| Pos. | Piloto            | 1 COC | 2 NOI | 3 BOT | 4 NAR | 5 LAC | 6 ALB | 7 LUG | 8 FER | Pts  |
| ---- | ----------------- | ----- | ----- | ----- | ----- | ----- | ----- | ----- | ----- | ---- |
| 1.   | Manuel Senra      | 1     | 3     | 1     | 1     | 1     | 1     |       | 3     | 1305 |
| 2.   | Julio Doce        | 4     |       | 4     | 2     | 3     | 2     | Ret   | 2     | 992  |
| 3.   | Ramón Santiso     | Ret   | Ret   | 2     | 4     | 2     |       | Ret   | 4     | 548  |
|      | Filipe Araújo     |       | 2     |       | 3     |       |       | 4     |       | 528  |
|      | «Bamarti»         |       |       | 3     |       |       | 3     |       |       | 475  |
|      | Toño Villar       | 3     |       |       |       | Ret   |       |       |       |      |
|      | Pedro Burgo       |       | 4     |       |       |       |       | 3     |       |      |
|      | Roberto Blach     |       |       |       |       |       |       | 2     |       |      |
| -    | Germán Castrillón | 2     | 1     |       |       |       |       | 1     | 1     |      |